# Wyeomyia vanduzeei
Wyeomyia vanduzeei är en tvåvingeart som beskrevs av Dyar och Frederick Knab 1906. Wyeomyia vanduzeei ingår i släktet Wyeomyia och familjen stickmyggor.
Artens utbredningsområde är Florida. Inga underarter finns listade i Catalogue of Life.